# Międzynarodowa Federacja Zapaśnicza
Międzynarodowa Federacja Zapaśnicza (ang. United World Wrestling, UWW; w latach 1952–2014 FILA; z fr. Fédération Internationale des Luttes Associées) – międzynarodowy związek sportowy sankcjonujący zawody w zapasach (oraz ich odmianach) oraz zrzeszający państwowe organizacje zapaśnicze, oficjalnie powołany w 1912 roku. Obecnym prezesem federacji jest Nenad Lalović. Siedziba organizacji znajduje się w szwajcarskim Corsier-sur-Vevey niedaleko Lozanny. W 2010 roku federacja zrzeszała 174 narodowe związki zapaśnicze, w tym Polski Związek Zapaśniczy. Najważniejszymi zawodami UWW są mistrzostwa świata w zapasach oraz organizacja zawodów zapaśniczych podczas letnich igrzysk olimpijskich. W dniu 7 września 2014 r. zmieniła nazwę na United World Wrestling (UWW).

## Historia
Początki federacji sięgają 1905 roku kiedy w Duisburgu powołano Deutsche Athleten-Verband (DAV; Niemieckie Stowarzyszenie Sportowców). W 1912 r. powołano pierwszą organizację zrzeszającą zapaśników z całego świata – Międzynarodową Unię Zapaśników (niem. Internationaler Ring Verband) ze względu na zbliżające się Letnie Igrzyska Olimpijskie w Sztokholmie. W 1913 r. odbył się pierwszy kongres Międzynarodowej Unii Zapaśników, w czasie którego zmieniono nazwę organizacji na Międzynarodową Unię Ciężkiej Atletyki (niem. Internationaler Amateur Verband für Schwerathletik), a także rozszerzono zakres jej działalności na boks, podnoszenie ciężarów oraz rzuty ciężarami i rope wrestling.
W 1921 r. podczas kongresu olimpijskiego w Lozannie ponownie zmieniono nazwę organizacji, która sankcjonowała już tylko zawody zapaśnicze – Międzynarodową Federację Zapasów Amatorskich (ang. International Amateur Wrestling Federation; IAWF) dla odróżnienia zawodów czysto sportowych (zapasy amatorskie) od popularnych przed I wojną światową reżyserowanych i skomercjalizowanych widowisk odbywających się w arenach cyrkowych (zapasy zawodowe, zapasy profesjonalne), które w następstwie stały się podwaliną pod dyscyplinę znaną dziś jako wrestling (ang. professional wrestling).
Od 1921 r. Międzynarodowa Federacja Zapasów Amatorskich zaczęła sankcjonować zawody w stylu klasycznym oraz stylu wolnym. W 1952 r. ponownie zmieniono nazwę organizacji na Międzynarodowy Związek Stylów Zapaśniczych (fr. Fédération Internationale des Luttes Associées; FILA), którą organizacja posługiwała się do 2014. W 1994 organizacja objęła swoim patronatem inne odmiany zapasów, zaś w 2002 r. FILA dodała do swojego programu zawody kadetów i juniorów.

## Odmiany zapasów sankcjonowane przez Międzynarodową Federację Zapaśniczą
- zapasy amatorskie (styl klasyczny i styl wolny mężczyzn; zapasy w stylu wolnym kobiet)
- grappling (Gi i No-Gi) – od 2013
- zapasy plażowe
- pankration amatorski – od 2010
- belt wrestling („Alysh”) – od 2008
- zapasy Pahlavani[6]
- sambo – od 1966; od 1984 zawody sankcjonowane są przez Międzynarodową Federację Sambo (FIAS), pododdział UWW.

## Zawody organizowane przez Międzynarodową Federację Zapaśniczą
| Lp. | Zawody                                       | Pierwsza edycja | Ostatnia edycja |
| --- | -------------------------------------------- | --------------- | --------------- |
| 1   | Mistrzostwa świata w zapasach                | 1904            | 2022            |
| 2   | Mistrzostwa świata w zapasach plażowych      | 2006            | 2018            |
| 3   | Mistrzostwa świata U-23 w zapasach           | 2017            | 2018            |
| 4   | Mistrzostwa świata espoir w zapasach         | 1983            | 1995            |
| 5   | Mistrzostwa świata juniorów w zapasach       | 1969            | 2018            |
| 6   | Mistrzostwa świata kadetów w zapasach        | 1975            | 2018            |
| 7   | Mistrzostwa świata weteranów w zapasach      | 1998            | 2018            |
| 8   | Puchar świata w zapasach                     | 1973            | 2019            |
| 9   | Klubowy puchar świata w zapasach             | 2014            | 2018            |
| 10  | Mistrzostwa świata wojskowych w zapasach     | 1961            | 2018            |
| 11  | Uniwersyteckie mistrzostwa świata w zapasach | 1968            | 2018            |
| 12  | Mistrzostwa świata w zapasach pahlavani      | 2016            | 2018            |
| 13  | Mistrzostwa świata w grapplingu              | 2008            | 2018            |
| 14  | Mistrzostwa świata w pankrationie            |                 |                 |
| 15  | Mistrzostwa świata w belt wrestlingu         |                 |                 |

Dodatkowo UWW stanowi patronat zawodom zapaśniczym podczas takich zawodów jak: zapasy na letnich igrzyskach olimpijskich, mistrzostwa Europy w zapasach, zapasy na igrzyskach wspólnoty narodów, zapasy na igrzyskach panamerykańskich oraz organizuje inne zawody w zapasach podczas różnych imprez sportowych.

## Prezydenci Międzynarodowej Federacji Zapaśniczej
| Nazwisko           | Narodowość              | Kadencja    |
| Einar Raberg       | Szwecja                 | 1921 – 1924 |
| Alfred Brüll       | Węgry                   | 1924 – 1930 |
| Viktor Smeds       | Finlandia               | 1930 – 1952 |
| Roger Coulon       | Francja                 | 1952 – 1971 |
| Milan Ercegan      | Jugosławia / Jugosławia | 1972 – 2002 |
| Raphaël Martinetti | Szwajcaria              | 2002 – 2013 |
| Nenad Lalović      | Serbia                  | od 2013     |